# 長野県学生寮
長野県学生寮（ながのけんがくせいりょう）は埼玉県さいたま市南区太田窪４丁目にあった学生寮。呼称は浦和寮または南浦和寮である。
浦和寮は寮監が常駐しており、個人の部屋は8平方メートルと狭かったが月々、賄いがついて3万3,000円だった。
長野県出身学生のための男子寮で定員は200名。浦和競馬場が道を隔てて隣の敷地にあり日刊競馬の柏木集保や北村晴男弁護士もこの寮の出身者である。
建物は取り壊され太田窪四丁目公園となっている。

## 沿革
- 1966年（昭和41年）に開業し、
- 2007年（平成19年）3月31日をもって閉鎖された。